# Merry & Happy
Merry & Happy (с англ. — «Весёлый & Счастливый») — переиздание первого студийного альбома южнокорейской гёрл-группы Twice (Twicetagram), выпущенное 11 декабря 2017 года лейблом JYP Entertainment при поддержке Genie Music. Состоит из 15 песен, включая главный сингл «Heart Shaker».

## Подготовка и релиз
В конце ноября 2017 года стало известно, что Twiсe выпустят специальное рождественское переиздание своего первого полноформатного альбома Twicetagram, получившее название Merry & Happy. Релиз состоялся 11 декабря в 18:00 по корейскому времени.

## Синглы и промоушен

### Синглы
«Heart Shaker» стала главным синглом переиздания. Её авторами выступила команда продюсеров Galactika, а сопродюсером стали Дэвид Эмбер, ранее работавший над синглом «Mystery» Хёён и Шон Александр, который также был одним из композиторов хит-сингла «Lion Heart» Girls’ Generation. Текст песни описывает чувства влюблённой девушки, которая хочет признаться в этом человеку, который «волнует» её сердце. Видеоклип был выпущен 11 декабря, в день выхода альбома. Он отличался от предыдущих корейских релизов группы, так как был вдохновлён ретро-атмосферой и содержал в себе много красочных локаций. 22 января 2018 года клип набрал 100 миллионов просмотров, что стало одним из лучших результатов в карьере Twice.
«Merry & Happy», написанная Пак Чин Ёном, стала би-сайд синглом. Видеоклип был выпущен 22 декабря как подарок фанатам.

### Промоушен
Камбэк-стейдж состоялся 15 декабря на Music Bank. 16 декабря состоялись выступления на Music Core; 17 декабря Twice выступили на Inkigayo.

## Список композиций
| №                   | Название                                              | Текст песни                                 | Музыка                                      | Arrangement                                 | Длительность |
| ------------------- | ----------------------------------------------------- | ------------------------------------------- | ------------------------------------------- | ------------------------------------------- | ------------ |
| 1.                  | «Heart Shaker»                                        | Galactika                                   | David Amber Sean Alexander                  | David Amber Avenue 52                       | 3:08         |
| 2.                  | «Merry & Happy»                                       | J. Y. Park "The Asiansoul"                  | Joe Lawrence Dawn Elektra Sam Hocking       | Joe Lawrence                                | 3:16         |
| 3.                  | «Likey»                                               | Black Eyed Pilseung Jeon Gun                | Black Eyed Pilseung Jeon Gun                | Rado                                        | 3:28         |
| 4.                  | «Turtle» (거북이; Geobugi)                            | Jeong Ho-hyun (e.one)                       | Jeong Ho-hyun (e.one)                       | Jeong Ho-hyun (e.one)                       | 3:18         |
| 5.                  | «Missing U»                                           | earattack Dahyun Chaeyoung                  | earattack                                   | earattack Yooki                             | 3:00         |
| 6.                  | «Wow»                                                 | Mafly Ponde Lee Mi-so Kako                  | Pop Time Kriz                               | Pop Time                                    | 3:01         |
| 7.                  | «FFW»                                                 | Kiggen Assbrass                             | Reign Write NAOtheLAIZA                     | NAOtheLAIZA                                 | 3:46         |
| 8.                  | «Ding Dong»                                           | Jowul                                       | Risto Asikainen Antti Hynninen              | Antti Hynninen                              | 3:32         |
| 9.                  | «24/7»                                                | Nayeon Jihyo                                | Daniel Caesar Ludwig Lindell Cazzi Opeia    | Caesar & Loui                               | 3:36         |
| 10.                 | «Look at Me» (날 바라바라봐; Nal Barabarabwa)         | Frants Hyerim                               | Frants Hyerim                               | Frants                                      | 3:13         |
| 11.                 | «Rollin'»                                             | earattack Yooki                             | earattack Fox Stevenson                     | Fox Stevenson earattack                     | 3:11         |
| 12.                 | «Love Line»                                           | Jeongyeon                                   | Darren Smith Tammy Infusino                 | Darren "Baby Dee Beats" Smith               | 3:17         |
| 13.                 | «Don't Give Up» (힘내!; Himnae!)                      | Chaeyoung                                   | Chris Wahle Thomas Harsem Andreas Ohrn      | Chris Wahle                                 | 2:58         |
| 14.                 | «You in My Heart» (널 내게 담아; Neol Naege Dama)     | Jeong Ho-hyun (e.one) Choi Hyun-jun (e.one) | Jeong Ho-hyun (e.one) Choi Hyun-jun (e.one) | Jeong Ho-hyun (e.one) Choi Hyun-jun (e.one) | 3:29         |
| 15.                 | «Jaljayo Good Night» (잘자요 굿나잇; Jaljayo Gunnait) | Kevin Oppa (mr. cho)                        | Kevin Oppa (mr. cho)                        | Kevin Oppa (mr. cho)                        | 4:23         |
| Общая длительность: | Общая длительность:                                   | Общая длительность:                         | Общая длительность:                         | Общая длительность:                         | 50:38        |

## Чарты
| Чарт (2017)                       | Пиковая позиция |
| --------------------------------- | --------------- |
| Япония (Oricon)                   | 15              |
| Республика Корея (Gaon)           | 1               |
| Китайская Республика (Five Music) | 1               |

| Чарт (2017)             | Позиция |
| ----------------------- | ------- |
| Республика Корея (Gaon) | 19      |

## Награды и номинации

### Музыкальные шоу
| Песня          | Программа    | Дата                 |
| -------------- | ------------ | -------------------- |
| «Heart Shaker» | M! Countdown | 21 декабря 2017 года |
| «Heart Shaker» | M! Countdown | 28 декабря 2017 года |
| «Heart Shaker» | Music Bank   | 22 декабря 2017 года |
| «Heart Shaker» | Music Bank   | 29 декабря 2017 года |
| «Heart Shaker» | Inkigayo     | 24 декабря 2017 года |
| «Heart Shaker» | Inkigayo     | 31 декабря 2017 года |
| «Heart Shaker» | Inkigayo     | 7 января 2018 года   |
| «Heart Shaker» | Music Core   | 23 декабря 2017 года |
| «Heart Shaker» | Music Core   | 13 января 2018 года  |

## История релиза
| Страна        | Дата                 | Формат            | Дистрибьютор                  | Ссылка |
| ------------- | -------------------- | ----------------- | ----------------------------- | ------ |
| По всему миру | 11 декабря 2017 года | Цифровая загрузка | JYP Entertainment Genie Music | [ 18 ] |
| Южная Корея   | 11 декабря 2017 года | Цифровая загрузка | JYP Entertainment Genie Music | [ 19 ] |
| Южная Корея   | 12 декабря 2017 года | CD                | JYP Entertainment Genie Music | [ 20 ] |